# Neidalia villacresi
Neidalia villacresi är en fjärilsart som beskrevs av Paul Dognin 1894. Neidalia villacresi ingår i släktet Neidalia och familjen björnspinnare. Inga underarter finns listade i Catalogue of Life.